# Dean Crawford
Dean Crawford, född 28 februari 1958 i Victoria, British Columbia, död 6 december 2023, var en kanadensisk roddare.
Han tog OS-guld i åtta med styrman i samband med de olympiska roddtävlingarna 1984 i Los Angeles.